# Duane Brown
Duane Anthony Brown (* 30. August 1985 in Richmond, Virginia) ist ein US-amerikanischer American-Football-Spieler auf der Position des Offensive Tackles. Zuletzt spielte er bei den New York Jets in der National Football League (NFL).

## College
Brown besuchte die Virginia Polytechnic Institute and State University und spielte in den Jahren 2004 bis 2007 für deren Mannschaft, die Hokies, College Football, zunächst als Tight End, später als Offensive Tackle.

## NFL
Beim NFL Draft 2008 wurde er in der 1. Runde von den Houston Texans ausgewählt und konnte sich in diesem Team sofort etablieren. Bereits in seiner Rookiesaison spielte er alle 16 Partien als Starter. In zehn Jahren lief er für die Texans 133-mal auf und wurde dreimal in den Pro Bowl berufen.
Brown wurde 2010 wegen Verstoßes gegen die Anti-Doping-Richtlinien für vier Spiele gesperrt. Auch 2015 wurde er positiv getestet und für zehn Spiele gesperrt. Diese Sperre wurde jedoch aufgehoben, weil kontaminiertes mexikanisches Fleisch die Ursache für den positiven Test war.
Die ersten sieben Spiele der Saison 2017 spielten die Texans ohne Brown, welcher in Hoffnung auf einen neuen Vertrag die Teilnahme verweigerte. Erst am achten Spieltag gegen die Seattle Seahawks spielte er wieder. Am 30. Oktober 2017 tauschten die Texans Brown zu den Seahawks. Dort erbrachte er in den verbliebenen Spielen trotz eines verstauchten Knöchels sehr gute Leistungen. Er wurde nach der Saison in den NFC-Kader für den Pro Bowl gewählt. Trotz einer Vertragslaufzeit bis nach der Saison 2018 erhielt Brown am 29. Juli 2018 bereits eine Vertragsverlängerung. Sein neuer Vertrag hat eine Laufzeit von drei Jahren und einen Wert von 36,5 Millionen Dollar.
2019 konnte er verletzungsbedingt nur 12 Partien bestreiten.
Im August 2022 unterschrieb Brown einen Zweijahresvertrag im Wert von 22 Millionen US-Dollar bei den New York Jets.